# ビニー・テスタバーディ
ヴィンセント・フランク・テスタバーディ・シニア（Vincent Frank Testaverde Sr.、1963年11月13日 - ）はニューヨーク州ニューヨーク市ブルックリン区出身の元アメリカンフットボール選手。ポジションはクォーターバック（QB）。カレッジフットボールのマイアミ大学では1986年度にハイズマン賞を受賞、オールアメリカンにも選出された。NFLで21年に渡り7チームでプレーした。

## 経歴

### プロ入りまで
ニューヨーク州ニューヨーク市ブルックリン区生まれで、クイーンズ区に隣接するエルモントで育ち、当地の名門校セワンハカ高校を1981年に卒業した 。高校卒業後はバージニア州フォーク ユニオンの陸軍士官学校予科へ入学した。
地元のニューヨーク・ジェッツファンであった。
スポーツ奨学金を得てマイアミ大学に1982年入学した。最初の3シーズンはレッドシャツ、そしてバーニー・コーザーのバックアップとして過ごした。
1985年、先発QBとなり3,238ヤード、21TDを投げ10勝2敗を記録した。1986年は2,557ヤード、26TDを投げレギュラーシーズンを11勝0敗で終えたが、ペンシルベニア州立大学との大学全米王座決定戦となったフィエスタボウルでは10-14で敗北した。
テスタバーディ自身はハイズマン賞を始め数々の賞を受賞した。

#### 大学時代の通算成績
| Season | Passing | Passing | Passing | Passing | Passing | Passing |
| Season | Cmp     | Att     | Pct     | Yds     | TD      | Int     |
| ------ | ------- | ------- | ------- | ------- | ------- | ------- |
| 1982   | 5       | 12      | 41.7    | 79      | 1       | 0       |
| 1984   | 17      | 34      | 50      | 184     | 0       | 1       |
| 1985   | 216     | 352     | 61.4    | 3,238   | 21      | 15      |
| 1986   | 175     | 276     | 63.4    | 2,557   | 26      | 9       |
| Career | 413     | 674     | 61.3    | 6,058   | 48      | 25      |

### タンパベイ・バッカニアーズ
1987年のドラフト一巡目1位でタンパベイ・バッカニアーズに入団、スティーブ・ディバーグのバックアップとして6試合に出場（うち先発4試合）し0勝4敗だった。
1988年、先発QBに昇格したがパス3,240ヤードで成功率は47.6%にとどまり、13TDに対し35INTを喫し、5勝10敗だった。35パスインターセプトはNFL歴代2番目に多い記録である。
1989年はパス3,133ヤードで20TDに対し2年連続リーグ最多の22INTを喫し、5勝9敗だった。
1990年、1991年、1992年もタッチダウン数よりインターセプト数が上回るシーズンが続き、勝率も5割を超えることが一度もできなかった。

### クリーブランド・ブラウンズ
1993年、テスタバーディはフリーエージェントとなり、クリーブランド・ブラウンズへ移籍、大学時代の同僚であるバーニー・コーザーのバックアップとなり、シーズン途中コーザーの解雇に伴い先発QBに昇格した。
1994年、キャリア初の勝ち越し（9勝4敗）でプレーオフ進出、ワイルドカードゲームでペイトリオッツを下したが、続くディビジョンゲームでは2インターセプトを喫するなどしてスティーラーズに敗れた。
1995年、テスタバーディは2,883ヤード、パス成功率61.5%、17TD10ITSと比較的好調だったが4勝8敗（チームは5勝11敗）に終わった。

### ボルチモア・レイブンズ
1996年、チームはフランチャイズをメリーランド州ボルチモアへ移転、チーム名称をボルチモア・レイブンズと変えた。テスタバーディは全16試合に先発しキャリアハイの4,177ヤード、33TDを記録したが4勝12敗に終わった。プロボウルに初選出された。
1997年のシーズン前、テスタバーディは4年契約を結んだ。13試合に先発し2,971ヤード、18TD、負傷のため最後の三試合はバックアップのエリック・ザイアーに先発の座を譲ることになり、4勝8敗1引分に終わった。
レイブンズはインディアナポリス・コルツのジム・ハーボーをドラフト3巡と4巡指名権と引き替えに獲得し、テスタバーディは放出された。

### ニューヨーク・ジェッツ
1998年、テスタバーディは若いころからの憧れであった地元のニューヨーク・ジェッツに入団、13試合に先発して3,256ヤード、29TD、7ITSと活躍して12勝1敗、最後の12試合で11勝をあげたチームは12勝4敗でNFL加入後初の地区優勝を果たした。ディビジョナルプレーオフでジャクソンビル・ジャガーズを破りAFCチャンピオンシップゲームでデンバー・ブロンコスと対戦した。第3Q途中まで10-0とリードしたが、以降逆転され10-23で敗北した。
1999年、開幕戦のペイトリオッツとの試合でアキレス腱を断裂、シーズンを棒に振った。
2000年、テスタバーディは先発に復帰、3,732ヤード、21TD、25INTを記録した。第8週のマイアミ・ドルフィンズ戦では第3Q終了時7-30と23点差をつけられていたが、第4Qにテスタバーディは4本のTDパスを次々に決め、37-37でオーバータイムに持ち込み、最後はジョン・ホールの40ヤードフィールドゴールで勝利した。
2001年、テスタバーディは全16試合に先発、2,752ヤード、15TD、14INTを記録した。10勝6敗でプレイオフに進出、ワイルドカードゲームでオークランド・レイダースと対戦し、24-38で敗退した。
2002年、テスタバーディは開幕戦のビルズ戦に勝利した後3連敗でチャド・ペニントンに先発QBの座を譲った。
2003年、テスタバーディはチャド・ペニントンのバックアップの予定だったが、ペニントンがプレシーズンゲームで手首を脱臼・骨折したため最初の6試合で先発QBを務めた。
2004年、テスタバーディはクインシー・カーターのバックアップとしてダラス・カウボーイズに入団したが、カーターが薬物濫用によりシーズン前に解雇され、ドリュー・ヘンソン、トニー・ロモら若手に伍して15試合に先発、3,532ヤード、17TD、20INT、5勝10敗を記録した。
2005年、テスタバーディは引退状態であったが、古巣ジェッツがシーズン第3週のジャクソンビル・ジャガーズ戦でペニントンが負傷退場、6プレイ後にはジェイ・フィールダーも負傷したため、第3QBのブルックス・ボリンジャーが出場という事態になり、急遽テスタバーディと控えQBとして契約した。第5週のバッカニアーズ戦からテスタバーディが先発を務め、計4試合に先発、1勝3敗だった。
2006年、テスタバーディはトム・ブレイディのバックアップとしてニューイングランド・ペイトリオッツに入団した。
2007年、テスタバーディはジェイク・デローム、デビッド・カーを負傷・故障で相次いで失ったカロライナ・パンサーズに急遽入団した。
早速第6週10月14日のアリゾナ・カーディナルス戦に先発し、43歳のテスタバーディはNFL史上3番目に年長の先発QBとなり、スティーブ・スミスへ65ヤードのタッチダウンパスを成功させてNFL記録となる21シーズンでタッチダウンパス成功、異なる71人へのタッチダウンパス成功（のちにトム・ブレイディが更新）、さらにチームを25-10で勝利に導き史上最年長勝利先発QBとなった。
バイウィークで1週空いた後のインディアナポリス・コルツ戦ではキックオフ後、フランチャイズ史上最長の10分57秒にわたるドライブで先制タッチダウンに繋げた。しかし後半、アキレス腱を痛めてデビッド・カーと交代、翌週の試合は欠場となった。
第11週のグリーンベイ・パッカーズ戦では38歳のブレット・ファーブと44歳になったばかりのテスタバーディが対戦、これはNFL史上最年長のクォーターバックデュオであり、「シニアボウル」は、パッカーズが 31–17 で勝利した。
第13週12月2日のサンフランシスコ・フォーティナイナーズに先発、NFL史上2番目に年長の先発QBとなり、2タッチダウンパスを決めて自身の史上最年長勝利先発QB記録を更新した。第2Qにダンテ・ロサリオへ通したタッチダウンパスは20歳346日という年齢差が最も大きいパサー/レシーバーの記録となった。
テスタバーディは7試合に出場し6試合に先発、2勝4敗で952ヤードを投げ5TD、6INTを記録して21シーズンにわたる現役生活を終えた。

## 年度別成績

### レギュラーシーズン
| 年度  | チーム | 試合 | 試合 | 試合              | パス      | パス      | パス      | パス        | パス             | パス | パス | パス          | ラン      | ラン        | ラン             | ラン | ファンブル | ファンブル |
| 年度  | チーム | 出場 | 先発 | 先発出場 試合勝敗 | 成功 回数 | 試投 回数 | 成功 確率 | 獲得 ヤード | 平均 獲得 ヤード | TD   | Int  | レイテ ィング | 試行 回数 | 獲得 ヤード | 平均 獲得 ヤード | TD   | ファンブル | ロスト     |
| ----- | ------ | ---- | ---- | ----------------- | --------- | --------- | --------- | ----------- | ---------------- | ---- | ---- | ------------- | --------- | ----------- | ---------------- | ---- | ---------- | ---------- |
| 1987  | TB     | 6    | 4    | 0−4               | 71        | 165       | 43.0      | 1,081       | 6.6              | 5    | 6    | 60.2          | 13        | 50          | 3.8              | 1    | 0          | 0          |
| 1988  | TB     | 15   | 15   | 5−10              | 222       | 466       | 47.6      | 3,240       | 7.0              | 13   | 35   | 48.8          | 28        | 138         | 4.9              | 1    | 0          | 0          |
| 1989  | TB     | 14   | 14   | 5−9               | 258       | 480       | 53.8      | 3,133       | 6.5              | 20   | 22   | 68.9          | 25        | 139         | 5.6              | 0    | 0          | 0          |
| 1990  | TB     | 14   | 13   | 6−7               | 203       | 365       | 55.6      | 2,818       | 7.7              | 17   | 18   | 75.6          | 38        | 280         | 7.4              | 1    | 0          | 0          |
| 1991  | TB     | 13   | 12   | 3−9               | 166       | 326       | 50.9      | 1,994       | 6.1              | 8    | 15   | 59.0          | 32        | 101         | 3.2              | 0    | 5          | 0          |
| 1992  | TB     | 14   | 14   | 5−9               | 206       | 358       | 57.5      | 2,554       | 7.1              | 14   | 16   | 74.2          | 36        | 197         | 5.5              | 2    | 4          | 1          |
| 1993  | CLE    | 10   | 6    | 3−3               | 130       | 230       | 56.5      | 1,797       | 7.8              | 14   | 9    | 85.7          | 18        | 74          | 4.1              | 0    | 4          | 3          |
| 1994  | CLE    | 14   | 13   | 9−4               | 207       | 376       | 55.1      | 2,575       | 6.8              | 16   | 18   | 70.7          | 21        | 37          | 1.8              | 2    | 3          | 2          |
| 1995  | CLE    | 13   | 12   | 4−8               | 241       | 392       | 61.5      | 2,883       | 7.4              | 17   | 10   | 87.8          | 18        | 62          | 3.4              | 2    | 4          | 1          |
| 1996  | BAL    | 16   | 16   | 4−12              | 325       | 549       | 59.2      | 4,177       | 7.6              | 33   | 19   | 88.7          | 34        | 188         | 5.5              | 2    | 9          | 7          |
| 1997  | BAL    | 13   | 13   | 4−8−1             | 271       | 470       | 57.7      | 2,971       | 6.3              | 18   | 15   | 75.9          | 34        | 138         | 4.1              | 0    | 11         | 3          |
| 1998  | NYJ    | 14   | 13   | 12−1              | 259       | 421       | 61.5      | 3,256       | 7.7              | 29   | 7    | 101.6         | 24        | 104         | 4.3              | 1    | 7          | 3          |
| 1999  | NYJ    | 1    | 1    | 0−1               | 10        | 15        | 66.7      | 96          | 6.4              | 1    | 1    | 78.8          | 0         | 0.0         | 0                | 0    | 0          | 0          |
| 2000  | NYJ    | 16   | 16   | 9−7               | 328       | 590       | 55.6      | 3,732       | 6.3              | 21   | 25   | 69.0          | 25        | 32          | 1.3              | 0    | 7          | 5          |
| 2001  | NYJ    | 16   | 16   | 10−6              | 260       | 441       | 59.0      | 2,752       | 6.2              | 15   | 14   | 75.3          | 31        | 25          | 0.8              | 0    | 12         | 2          |
| 2002  | NYJ    | 5    | 4    | 1−3               | 54        | 83        | 65.1      | 499         | 6.0              | 3    | 3    | 78.3          | 2         | 23          | 11.5             | 0    | 2          | 2          |
| 2003  | NYJ    | 7    | 7    | 2−5               | 123       | 198       | 62.1      | 1,385       | 7.0              | 7    | 2    | 90.6          | 6         | 17          | 2.8              | 0    | 1          | 0          |
| 2004  | DAL    | 16   | 15   | 5−10              | 297       | 495       | 60.0      | 3,532       | 7.1              | 17   | 20   | 76.4          | 21        | 38          | 1.8              | 1    | 8          | 4          |
| 2005  | NYJ    | 6    | 4    | 1−3               | 60        | 106       | 56.6      | 777         | 7.3              | 1    | 6    | 59.4          | 7         | 4           | 0.6              | 2    | 8          | 6          |
| 2006  | NE     | 3    | 0    | —                 | 2         | 3         | 66.7      | 29          | 9.7              | 1    | 0    | 137.5         | 8         | -8          | -1.0             | 0    | 0          | 0          |
| 2007  | CAR    | 7    | 6    | 2−4               | 94        | 172       | 54.7      | 952         | 5.5              | 5    | 6    | 65.8          | 9         | 22          | 2.4              | 0    | 3          | 1          |
| Total | Total  | 233  | 214  | 90−123−1          | 3,787     | 6,701     | 56.5      | 46,233      | 6.9              | 275  | 267  | 75.0          | 430       | 1,661       | 3.9              | 15   | 88         | 40         |

- 太字は自身最高記録
- ■は各年度のリーグ最高記録

### NFL記録
- 先発クォーターバックの最多敗戦 (123)
- タッチダウンパスの成功レシーバー人数歴代2位 (71)
- パスの成功レシーバー人数 (138)

### バッカニアーズ球団記録
- 通算最多被サック (197)[4]
- シーズン最多被インターセプト（35） (1988年)
- 通算最多被インターセプト（112）1987年–1992年